# جماعة ماؤوتي
جماعة ماؤوتي (بالإنجليزية: Maute group)‏ اللفظ: ‎[mɐʔutɪ]‏ تعرف أيضًا باسم دولة لاناو الإسلامية هي جماعة إسلامية مسلحة تتألف من جبهة تحرير مورو الإسلامية السابقة وبعض المقاتلين الأجانب، بقيادة عبد الله ماؤوتي مؤسس الجماعة، أو الدولة الإسلامية المتمركزة في لاناو ديل سور في مينداناو جنوب الفلبين. ظهرت الجماعة في اشتباك مع قوات الجيش الفلبيني في شهر فبراير 2016، انتهى الاشتباك بسيطرة القوات المسلحة الفلبينية على مقر الجماعة الرئيسي في بوتيغ، لاناو ديل سور. هناك تقارير تفيد بأن عمر ماؤوتي شقيق عبد الله قُتل في هذا الاشتباك، وهناك تقارير أخرى تفيد العكس، وتقول أنه هرب قبل اجتياح المخيم ولا يزال حيا. منذ ذلك الحين وصف قائد لواء الجيش الفلبيني بأنها جماعة إرهابية.

## خلفية
أفادت مصادر في الجيش الفلبيني أن أول مواجهة لها مع مع جماعة ماؤوتي كان في معركة عام 2013، عندما هاجم المتمردون نقطة تفتيش أمنية كانت القوات الحكومية تديرها في مادالوم، لاناو ديل سور. ويعتقد أن المجموعة لديها أكثر من 100 عضو وتم تزويدهم بمعدات من قبل جماعات مسلحة خارجية. ويقال إنهم ينتمون إلى الجماعة الإسلامية في جنوب شرق آسيا، هي منظمة إسلامية مسلحة تهدف إلى إنشاء دولة إسلامية في جنوب شرق آسيا.
على الرغم من أن بعض التقارير تشير إلى أن جماعة ماؤوتي ينظر إليها بانتظام على أنها تحمل أعلامًا سوداء تحمل شارة تنظيم الدولة الإسلامية، وقد ذكر رئيس بلدية بوتيغ إبراهيم ماكاداتو أن الجماعة لا تنتمي إلى داعش، بل هي فصيل مكون من أفراد من السكان المسلحين المحليين. تم توثيق أدلة تدريب وغيرها من الوثائق للمسلحين في إشراف تنظيم الدولة الإسلامية من معسكراتهم، مما يشير إلى أن الجماعة قد تحاول الارتباط بداعش.
يذكر أن بوتيج مقر مجموعة ماؤوتي تعد أيضًا معقلا لجبهة تحرير مورو الإسلامية، وأن كلا المجموعتين ترتبطان برابطتي الدم والزواج، فالأخوان عمر وعبد الله ماؤوتي هم أولاد عمومة عزيزا روماتو، زوجة نائب رئيس الجبهة العسكرية الراحل عبد العزيز ميمبانتاس، الذي دفن في بوتيغ. وكان الأخوان ماؤوتي أعضاء في جبهة تحرير مورو.

## النشاط
هناك تقارير تشير إلى أن جماعة ماؤوتي تقوم بتجنيد القصر بصورة نشطة لتحت مظلة الاستغلال العسكري للأطفال، وباستخدام عدم تمرير قانون بانغسامورو الأساسي كمبرر لنشاطها. في شهر أبريل 2016 اختطفت الجماعة ستة من عمال المناشير من بوتيغ، تم العثور على اثنين منهم في وقت لاحق مقطوعي الرأس.

### تفجير مدينة دافاو
وفي 4 أكتوبر 2016 ألقي القبض على ثلاثة رجال مرتبطين بجماعة ماؤوتي فيما يتعلق بتفجير مدينة دافاو عام 2016، وهم: تيجي تيغادايا ماكابالانغ، وندل أبوستول فاكتوران، ومصلي مصطفى. قال وزير الدفاع دلفين لورينزانا إن جماعة ماؤوتي أقامت بالفعل صلات مع جماعة أبو سياف وأن هناك دلائل على أن الجماعة تتفق فكريًا مع داعش. في 28 نوفمبر اعترفت الحكومة الفلبينية رسميًا بأن ماؤوتي مرتبط بتنظيم الدولة الإسلامية في ظل تعليق تلفزيوني مباشر من الرئيس رودريغو دوتيرت.

### أزمة مراوي
في 23 مايو 2017 هاجمت جماعة ماؤوتي مدينة مراوي الإسلامية في الفلبين، وأسفر الهجوم عن تدمير المنازل ومقتل أكثر من عشرة جنود وشرطيين ومقتل وإصابة عشرات المدنيين وإحراق مسجد والاستيلاء على مستشفى. وقد شوهد إيسنيلون هابيلون الزعيم السابق لجماعة أبو سياف مع الجماعة خلال الهجوم. أسفر الهجوم عن إعلان الرئيس دوتيرت قانون الأحكام العرفية في جميع أنحاء جزيرة مينداناو مع إمكانية توسيع نطاقها في جميع أنحاء البلد.